# Stippelschoorsteentje
Het stippelschoorsteentje (Anthostomella punctulata) is een schimmel behorend tot de familie Xylariaceae. Het komt voor op afgevallen bladeren van zegge (Carex).

## Verspreiding
In Nederland komt het uiterst zeldzaam voor.